# Kaikata
Kaikata je podmořský vulkán v Pacifiku, se základnou v hloubce 2 350 m a vrcholem 162 m pod hladinou moře. Vrchol je tvořen dvěma štíty, umístěnými na severovýchodním a jihozápadním konci, jihozápadní štít je vyšší. Vulkán je tvořen převážně bazalty a dacity, od roku 1988 je díky zvýšené hydrotermální aktivitě překlasifikován Japonskou meteorologickou agenturou jako aktivní.